# Промышленность Русского царства
Промышленность Русского царства — казённая и частная. Казённая промышленность часто отдавалась в откуп, или управлялась на вере. Развитие промышленности сдерживалось большим количеством налогов, сборов, пошлин. Многие отрасли промышленности и торговли монополизированы царской казной.

## Соль
На севере центрами производства соли были Тотьма, Соль Галичьская, Соль Вычегодская. В Пермском крае (Соликамск, Усолье) значительные соляные промыслы имели Строгановы. Пермская соль продавалась в Нижнем Новгороде. Свои варницы в Кирецкой волости имел Соловецкий монастырь. В середине XVII века на соляных промыслах Соловецкого монастыря работало 700 человек. Они ежегодно производили около 100 тысяч пудов соли. Монастырь отправлял соль в Вологду и Устюг. Много соли продавалось и выменивалось в Холмогорах. В Каргополь и Турчасов соль доставлялась по реке Онега. Из Каргополя соль отправлялась в Белоозеро, а оттуда по другим местам.
Соль также производилась в Старой Руссе, Смоленске, Пскове, Вязьме, Дорогобуже. На Волге — под Астраханью, в незначительных объёмах в Нижнем Новгороде, под Симбирском. В середине XVII века между Самарой и Симбирском было заведено усолье. Оно в 1660 году было отдано в откуп монастырю Саввы Сторожевского.
Под Астраханью соль добывали из соляных озёр. Промысел принадлежал казне. Промышленники по специальным челобитным получали право нагребать соль, уплачивая в казну пошлину. За промыслом наблюдали дети боярские и целовальники. Соль отправлялась на пристань в Караузик, где и взималась пошлина. Соль отправляли в Нижний Новгород.
Лучшей по качеству и белизне считалась соль из Тотьмы, но её производили в небольших объёмах. В конце XVI века лучшей в России солью считалась соль из озера у Старой Руссы. В XVII веке соль из Старой Руссы продавалась по всему северо-западу России.
В XVI веке соль продавалась мехами, рогозинами и лубьями. В рогозину помещалось десять пудов, три луба равнялись одной рогозине. Встречались рогозины в шесть пудов. В XVII веке было приказано продавать соль на пуды. В Нижний Новгород соль привозилась в бочках весом от трёх до девяти пудов.
Соль продавалась в Швецию и Литву. В XVII веке в Вологде соль начали покупать англичане. Продажа соли за границу часто запрещалась.
Налоги на соль назывались сотная соль. Повышение налогов на соль в 1646 году привело к соляному бунту.

## Металлы

### Чёрные металлы
В XVI преимущественную роль в металлообработке получают посадские и городские ремесленники. Другую категорию составляли ремесленники в вотчинном хозяйстве — монастырские и помещичьи.
Железо выделывалось в горнах и домницах.
Орешек был центром торговли со шведами. Основным экспортным товаром Швеции было железо, поэтому в Орешке возникли кузнечные промыслы. Другие промыслы в: Каргополе, Тихвине, Новгороде, Устюжне, под Каширой. Иван Грозный даровал англичанам право завести железные заводы в Вычегде. В других городах использовалось, как правило, привозное железо и сталь (уклад).
Новгородские земли в плане металлообработки занимали передовые позиции до 70-х годов XVI века. Ещё в конце XV века там было около 215 домниц и велась добыча руды.
В этом плане весьма значим в XVI — начале XVII веков был Устюжно-Белоозерский край. О нём упоминал англичанин Флетчер: «Здешнее железо несколько ломко, но его весьма много добывается в Карелии, Каргополе и Устюге-Железном». Железо и сталь из Белоозера шли не только на нужды местных кузнецов, но и распространялись по всему Русскому Царству. Помимо этого местные кузнецы массово ковали изделия военного и гражданского назначения.
Третьим местом были Серпухов и Тула, ставшее важнейшим центром в XVII веке. Добыча и обработка железа и стали там существовала ещё в начале XVI века; например, итальянец Барберини писал: «Обращаюсь к тому, что сам я видел… есть здесь город, так называемый Кашира, где находятся большие железные и стальные рудокопни». Крупным центром железодобычи в этой области было Дедилово.
В 1595 году в Туле была организована Казённая оружейная слобода, специализирующаяся на производстве огнестрельного оружия.
Из железа низкого качества изготовлялись: сошники, гвозди, разные принадлежности крестьянского быта. Из более качественного железа и стали изготавливали другие вещи[какие?] и оружие. На Руси жили как многопрофильные кузнецы, так и узкоспециализированные. В конце XVI века это были: гвоздочники, ножевники, сабельники, стрельники, бронники, скобочники, лемешники, подковщики, котельники, секирники, сковородники, забойники, молотники, угольники, замочники, игольники, часовники, удники, точильщики, самопальники, ствольники, замочники (ружейные), шеломники, юмшанники, пансырники, копейные и проволочные мастера; а также торговцы — укладники и железники; в переписи 1638 года, помимо прочих, упоминаются скобельники, удильщики, оковщики и латники; а позднее также дощатые мастера (специализирующиеся на изготовлении листового металла). К кузнечной продукции массового производства относились гвозди, скобы, ядра и чеснок.
В связи с пожароопасностью ремесла кузнецы в деревнях селились на выселках, а в городах — у городской стены или на всполье. Например, в Москве в XVI веке было 2 кузнецкие слободы: за Яузой и в Замоскворечье. В 1641 году их уже 4: за Варварскими воротами (35), у Тверских (63), у Покровских (15) ворот, в Замоскворечье у церкви Георгия (26 кузниц). Кузница представляла собой избу, со средним размером 2×2 сажени, оборудованную горном с 1—2 мехами. Встречались более сложные кузницы — например, в Кирилло-Белозерском монастыре она составляла 6×6 саженей, с 7 горнами, 7 мехами и 7 наковальнями. Во второй половине XVI века распространение получают вододействующие молоты.
С XVI века предпринимались попытки развернуть центры добычи и обработки железа на востоке Руси. В 1583 году у Строгановых была своя металлическая промышленность с применением водных молотов, но широкомасштабной она не являлась и служила лишь для удовлетворения собственных нужд.
При Михаиле Фёдоровиче началось производство чугуна и передельной стали. Немцы, по приглашению царя, присланные саксонским герцогом, под руководством Виниуса нашли железную руду под Тулой и начали её обработку. В 12 верстах от Тулы и 5 верстах от Дедилова (где добывалась руда) на реке Тулице они поставили 4 завода, названных Городищенскими. В 1638 году здесь была открыта первая в России доменная печь. Этот завод в 1644 был отдан голландцам Петру Марселису и Тильману Акем (или Акману) на 20 лет, с обязательством делать пушки, ядра, котлы, проволоку, жесть, и обучать этому русских людей, а ненужные казне изделия экспортировать. Завод поставлял железо для казны. На р. Скниге были поставлены кричные заводы. К 1657 году под Тулой появились ещё два завода: на реках Угодка и Протва. По указу 1665 года с Поротовского и Укоцкого заводов Акемы необходимо было поставлять 11250 пудов прутового и 3750 связного железа в год по цене 15 алтын 4 деньги за пуд. Более хорошие Тульско-каширские заводы Марселиса в 1664 году были взяты «на государя», но в 1667 опять возвращены Марселису. В 1668 году с заводов Марселиса было заказано производить ежегодно 20000 пудов прутового и связного железа 5000 пудов железных листов; а также 20 кованых пушек, 6000 ядер, 10000 ручных гранат, средние и большие гранаты, 100 железных мельниц, 1000 фурм, 50 иготей, 50 ступ, 100000 гвоздей однотёсных и двоетёсных, больших прибойных и других, по образцам Пушкарского приказа.
В 1648 году в Москве на Яузе голландцем Фран Акином был поставлен вододействующий завод по производству ружей. В 1651 боярин Б. И. Морозов основал Павловский завод, однако, поскольку железо на нём делалось из болотной руды, оно получалось низкого качества. Позднее они были перестроены. Около 1670 Миллер (родственник и наследник Акемы) в Боровском уезде построил Истинский железный завод. В 1671 был открыт Вепрейский завод. В 1677 Бутенант фон Розенбуш стал владельцем заводов в Олонецком крае, производивших чугун, сталь, железо и различные изделия. В Кижском погосте он построил Устьрецкий и Кедрозерский заводы. В 1689 началась постройка Дугненского завода в Алексинском уезде.
По оценкам, к началу XVIII века в России ежегодно выплавлялось до 150 000 пудов (2400 тонн) чугуна, что, однако, было в 5 раз меньше, чем в Англии.

### Цветные металлы
В больших количествах металлы завозились из-за границы. Железо из Швеции, олово из Англии и Дании. Медь продавали англичане, шведы, голландцы, датчане. Центром торговли металлами был Новгород. Привоз металлов, как и других товаров, был очень не равномерным. В 1671 году привезено 1957 пудов железа, в 1672 году 123 901 пудов, а в 1673 году — 662 пуда. Подобная неравномерность приводила к сильным колебаниям цен. Покупалось не только сырьё, но и готовые изделия, например, оружие, иголки, булавки, ножницы, ножи.
В 1633—1634 годах на реке Каме был основан Пыскорский медеплавильный завод. Это был первый русский медеплавильный завод, который основали нашедшие здесь медную руду В. И. Стрешнев и Н. А. Светешников. Через несколько десятилетий месторождение было выработано и ещё до 1671 завод был заброшен. Указ 1677 года запрещал продавать в Иран свыше 20 пудов меди, поскольку «в Московском государстве то не родится, приходит из немецких сторон».
Олово привозили в виде слитков, полос, свёртков. Из олова производили посуду: стаканы, тарелки и т. д. Английское олово в виде прутков. Изделия из олова привозили в бочках и ящиках.
Свинец завозили в свиньях. В 10 свиньях было 82,25 пуда свинца.
Сорта меди: однопечатная, троепечатная, трубчатая, козарская, тазовая, колокольная.
В Москве на Неглинной в монетном дворе лили пушки и колокола.

### Драгоценные металлы
Золото и серебро в виде монет, слитков и изделий. Привозилось большое количество золота и серебра для вышивания (канители, нити, волоченное, проволоки и т. д.). Серебро для рукоделий Амстердамское; золото — венецианское, миланское, гамбургское. Мишура — поддельное золото и серебро для украшения дешевой одежды.
Собственного производства драгоценных металлов у Московского царства не было. Попытка заменить серебряную монету медной завершилась медным бунтом. Активные поиски месторождений в сибирских землях проводились при Михаиле Фёдоровиче и Алексее Михайловиче. Месторождение Аргунских или Нерчинских серебряных руд открыл сын боярский П. Шульгин в 1677 году. Первая плавка серебра состоялась в Нерчинске в 1686 году. В Сибири служилые люди должны были расспрашивать местных жителей о полезных ископаемых, доставлять воеводе образцы руд. Воеводы образцы пересылали в Москву, или их изучали на месте, если имелись соответствующие специалисты.
В различных документах XVII века упоминаются 43 мастера золотых дел (из которых 16 носили несомненно русские имена) и 242 мастера серебряных дел (206 русских).

## Строительные материалы

### Камень
Строительным камнем, кирпичом и известью торговали: Вологда, Псков, Белоозеро, Переслав. Алебастр закупали иностранцы. В 1669 Д.Тумашев нашёл на Урале наждак.

### Древесина
Брус, доски, брёвна, готовые срубы продавались на лесных рынках на берегах рек. Там же продавалась деревянная посуда, ложки, лубьё, дрова и т. д.
Много леса заготавливали на Волге, Двине, Клязьме, Оке. За границу лес вывозился через Двинский порт и по Западной Двине.

### Слюда
Слюда использовалась в окнах и фонарях. Стекло было низкого качества и мутное. В XVI веке слюда пропускала больше света, чем стекло. Слюду добывал Соловецкий монастырь. Монастырь десятую часть добытой слюды передавал в царскую казну. Десятина платилась лучшими кусками. Слюда двух сортов: белая и красноватая. Продавалась на вес. В Москве пуд слюды стоил от 15 до 150 рублей в зависимости от качества и размера листов.

## Судостроение
Крупные центры судостроения: Ярославль, Нижний Новгород. В Казани строили суда для государственных нужд. В Астрахани судостроением занимался казённый Деловой двор. Деловой двор строил бусы (морские суда) для плавания по Кюльзюму (Каспийскому морю).

## Казённое вино
До Фёдора Ивановича вино продавалось, в основном, на ярмарках во временных кабаках. Борис Годунов ввёл казённую продажу вина, пива и мёда. Алкогольные напитки продавались в кабаках, а с 1653 года в кружечных дворах. В Москве вино хранилось в царских подвалах, продавалось с отдаточного двора.
Продажа вина осуществлялась через кабацких голов или целовальников. Винная торговля отдавалась на откуп.
Производство вина казённое и подрядное. Кружечные дворы были крупными фабриками с ледниками, поварнями, подвалами и т. д. С 1677 года кружечные дворы должны были строиться в поселениях с населением более 500 человек. Подрядчики (уговорщики) самостоятельно производили вино, и поставляли его в Москву на отдаточный двор.
Казённое вино продавалось ведрами, полуведрами, четями (четверть) ведра, братинами, кружками и чарками. Сорта вина в XVII веке: простое, вино с махом, двойное и тройное.
Вино продавалось для низших сословий. Бояре, дворяне, помещики, вотчинники, гости, торговцы гостиной и суконной сотен, многие знатные посадские люди имели право дома варить вино, пиво и мёд для домашнего потребления. Это право было частично отменено в 1682 году.
Иностранные водки было запрещено покупать в 1640 году. Иностранные водочные настойки на травах продавались в Аптекарском приказе.

## Вино, бакалея
Вина французские, испанские, венгерские, ренское. Продавались оптом. Вина привозили голландцы, англичане, немцы. Шведы привозили французские вина. Винные погреба казённые и частные. Частные погреба платили оброк. Царская казна закупала вина в больших количествах в Архангельске.
Уксусы романейский, ренский с травкой и без травки.
Сахаром назывался не только сахар, но и другие кулинарные изделия.
Сахар белый, жёлтый и леденцовый. Сахар в головах, коробах и на спицах. В XVII веке сахара ввозили всего примерно 50 — 60 бочек в год.
Также ввозили изюм, винную ягоду, имбирь, корицу, цукаты, конфеты и т. д. Пряности: перец, шафран, кардамон, гвоздика, мускат. Орехи разных сортов. Чай считался редкостью, продавался как лекарство.
Ладан привозили из Европы и с востока. Пошлину с ладана взимали в темьянной избе.

## Лён, пенька, холст
Лён и пенька были главными товарами, которые англичане вывозили из России. Другие покупатели: Фландрия, Испания, Голландия.
Основные центры льноводства: Вологда, Псков и Новгород. Алексей Михайлович на своём хуторе в Измайлово в больших количествах производил лён и пеньку. В семи верстах от Москвы была построена казённая фабрика по обработке льна и пеньки.
В XVII веке российская холстина называлась «ватман». Вывозилась за границу через Архангельск. Ткачи назывались хамовники. Подмосковная дворцовая слобода Кадашёвка производила полотно. Наталья Кирилловна носила одежду из кадашёвских тканей.
Коноплю разводили в Дорогобуже, Вязьме, Трубчевске.
Ткани завозили из Голландии, Гамбурга, Англии и других стран. Парусину привозили из Голландии. Лён и пенька вывозились за границу через Архангельск и Нарву.
Ткани продавались холстами. Холсты делились на аршины и локти. Иностранные ткани продавали поставцами. Хлопчато-бумажные ткани завозились через Архангельск и Астрахань.
Льняное семя и масло производили в Новгороде, Костроме, Вологде, Ярославле. За границу продавались через Архангельск.

## Продукты лесопереработки

### Бумага
Бумага производилась со времени царствования Ивана Грозного. Бумага плохого качества, поэтому бумагу покупали за границей. При Алексее Михайловиче было две фабрики.

### Поташ, смола и смольчуг
Поташ, смола и смольчуг производились на большом количестве заводов. Заводы назывались будными станами. Заводы казённые и частные. Крупнейший завод принадлежал Морозову.
Поташ покупали Голландия и Фламандия. Смола покупалась для корабельного дела. С 1647 года производство смолы перешло в казённую монополию. В XVI веке поташ покупался в Смоленске.
В середине XVII века в России появились мыловаренные заводы. Заводы покупали поташ. Лучшим считалось костромское мыло. Из-за границы завозили халяпское и испанское мыло.

### Другое
Из России также вывозили кап и лиственничную губку. В Двинской и Смоленской областях в больших количествах производился сосновый дёготь, который также был экспортным товаром.

## Книгопечатание
В 1553 году в Москве был создан печатный двор. Им заведовал Приказ книгопечатного дела. Постоянно начали печататься в Москве церковные книги лишь с учреждением патриаршества в 1589 году.

### Лубок
В России XVI века, начала XVII века продавались эстампы, которые назывались «фряжские листы», или «немецкие потешные листы». В России рисунки печатались на досках особого пиления. Доски назывались луб (откуда палуба). Чертежи, рисунки, планы писали на лубу ещё с XV века. В конце XVII века в Верхней (Придворной) типографии был установлен фряжский стан для печати фряжских листов.
Лубки печатались и раскрашивались в частных типографиях и артелях. Правительство начало регулировать печатание лубков только с 1721 года.

## Стекло
Производство стекла началось при Михаиле Фёдоровиче. При Алексее Михайловиче было два завода: Измайловский и Духанинский. В середине XVII века в Россию завозилось листовое стекло из Ливонии и Украины.
В большом количестве привозились зеркала. Маленькое зеркало было популярным свадебным подарком.

## Моржовая кость
Моржовая кость, также называемая «рыбий зуб», добывалась на севере, в Сибири. Продавалась в Персию, Бухару, Крым и т. д. До 1649 года промышленники отдавали царской казне десятую часть. В 1649 году была введена монополия царской казны на торговлю костью.

## Самоцветы
Речной жемчуг добывался в реках и озёрах на севере и северо-востоке Руси. Ранние сведения относятся к XV веку — в 1488 упоминается «новгородский жемчюг». В XVI—XVII основным центром добычи была Варзуга, всего же в промысел вёлся приблизительно в 80 реках побережья Финского и Рижского заливов, на Валдае и в других областях. В мелких реках люди собирали моллюсков со дна вручную, в глубоких — находясь на плотах с помощью клещей. Более ценные жемчужины импортировались, в частности, из Ирана. Жемчуг шёл на украшение церковной утвари, одежды и других предметов.
Вероятно, кроме янтаря и светлого аметиста, большинство самоцветов закупалось. Обсидиан, гагат, мраморный оникс и бирюза привозилась с Закавказья, лал и лазурит — из Средней Азии. В XVII веке на востоке Руси началась добыча самоцветов. На Урале в 1635 году был обнаружен малахит. В 1668 Д. А. Тумашев обнаружил «цветные камни» и медную руду в Мурзинке; Ефим Козинский — серебряную руду и самоцветы; Григорий Анкудинов и Фёдор Яковлев — жемчуг на севере; тунгус Кавлачко с реки Улы «каменье не простое»; устюжанин Жданко сын Оглоблинских и Нерадовских нашёл на Колыме хрусталь, лазуревые и красные камни. По верительным грамотам 1675 и 1696 в восточносибирских землях были найдены месторождения сердолика, агата, халцедона и яшмы.

## Пушнина
На Оке добывали белок, куниц, горностая. Под Смоленском: лосей, бобров, вепрей, куниц. На реках жили бобровники — промышленники бобра. На Устюге добывали чёрных лисиц. На Печоре: соболи, куницы, бобры, волки, белки. После открытия Сибири пушной промысел переместился в Сибирь.
В Сибири пушнина добывалась ясаком, промышленники уплачивали казне десятого зверя. Казна торговала пушниной через гостей или целовальников. В Архангельске пушнина продавалась за ефимки или променивалась. В 1675 году была введена царская монополия на торговлю песцом, а в 1697 году — на чёрных лисиц и соболей.
Соболей продавали парами и сороками. Кроме мехов продавались лапки, хвосты, душки, брюшки. Большой популярностью пользовались шубы из лисицы. Из-за роста цен на мех лисицы в конце XVII века в Россию ввозили французских лисиц. Лучшими куницами считались башкирские. Куниц в большом количестве покупали Англия, Фландрия и Испания (мех куницы стоил в три раза дешевле соболя).
Бобров достаточно быстро истребили. В 1635 году был введён запрет на промысел бобра. Бобры продавались десятками. Из меха бобра изготовляли женские шапки и ожерелье. Самый распространённый мех — беличий. Белки продавались тысячами. Брюшки сшивались и продавались отдельно.
Другие меха: горностай, медведь, рысь, росомаха, заяц, выхухоль, барсук.
При Фёдоре Иоанновиче из России вывозилось пушнины примерно на 500 тысяч рублей в год.

## Ткани
В деревнях производили ткани сермяжные и однорядочные. Сермяжное сукно белое и серое. На Оке производили шерстяные полсти и войлоки.

## Другое
В 1684 Иркутский письменный голова Леонтий Кислянский нашёл в районе Иркутского острога нефть. До этого она привозилась из Ирана, преимущественно, в качестве лекарства.